# Evangelos Vourtzoumis
Evangelos Vourtzoumis (griechisch Ευάγγελος Βουρτζούμης, * 30. Oktober 1969 in Griechenland) ist ein ehemaliger griechischer Basketballspieler.

## Werdegang
Seine Profikarriere begann Evangelos Vourtzoumis beim griechischen Erstligisten Aris Thessaloniki. Neben Spielern wie Nikos Galis und Panagiotis Giannakis spielte er für sieben Saisons für den nordgriechischen Verein und gewann neben drei Meisterschaften und drei Pokalen 1993 den Europapokal der Pokalsieger. 1995 wechselte Vourtzoumis zusammen mit seinem Mitspieler John Korfas zum Ligakonkurrenten Panathinaikos Athen, wo er mit dem Europapokal der Landesmeister den bedeutendsten europäischen Titel, den Intercontinental Cup sowie je ein weiteres Mal Meisterschaft und Pokal gewinnen konnte. Nach einer Saison beim in Athen ansässigen Verein Niar Ist, wechselte Vourtzoumis 1999 zu Marousi Athen. Mit Marousi erreichte er in seiner zweiten Saison das Finale um den Saporta Cup und bezwang dort den französischen Vertreter Élan Sportif Chalonnais mit 74-72. Für Vourtzoumis war dies der bereits vierte internationale Titel seiner Karriere. Seine aktive Laufbahn beendete er 2002 beim griechischen Zweitligisten KAO Dramas.

## Nationalmannschaft
Mit der Griechischen Nationalmannschaft zählt Vourtzoumis acht Teilnahmen, in denen er auf insgesamt 47 Punkte kam (5,88 im Schnitt). Sein Debüt gab er am 10. November 1992 in Piräus bei einem Spiel gegen Ungarn welches Griechenland mit 83-68 gewann.

## Erfolge
- Griechischer Meister: 1989, 1990, 1991, 1998
- Griechischer Pokalsieger: 1989, 1990, 1992, 1996
- Europapokal der Landesmeister: 1996
- Europapokal der Pokalsieger: 1993
- Saporta Cup: 2001
- Intercontinental Cup: 1996

| Personendaten    | Personendaten                  |
| ---------------- | ------------------------------ |
| NAME             | Vourtzoumis, Evangelos         |
| KURZBESCHREIBUNG | griechischer Basketballspieler |
| GEBURTSDATUM     | 30. Oktober 1969               |